# 1999 en basket-ball
Chronologie du basket-ball
1998 en basket-ball - 1999 en basket-ball - 2000 en basket-ball
Les faits marquants de l'année 1999 en basket-ball

## Récapitulatifs des principaux vainqueurs de compétitions 1998-1999

### Masculins
| Europe - Allemagne : ALBA Berlin - Autriche : UKJ Sankt Pölten - British Basketball League : London Towers - Belgique : Spirou Charleroi - Bulgarie : Cherno More - Croatie : Cibona Zagreb - Espagne : FC Barcelone - Euroligue : Žalgiris Kaunas - France : EB Pau-Orthez - Grèce : Panathinaïkos - Israël : Maccabi Tel-Aviv - Italie : Roosters Varese - Coupe Korać : FC Barcelone - Lituanie : Žalgiris Kaunas - Lettonie : ASK Broceni Rīga - NEBL : Žalgiris Kaunas - Norvège : Ulriken Eagles - Pologne : Zepter Śląsk Wrocław - Portugal : - - Coupe Saporta : Benetton Trévise - Russie : CSKA Moscou - République tchèque : Mlékárna Kunín - Slovaquie : Slovakfarma Pezinok - Suède : Plannja Basket Luleå - Suisse : Fribourg Olympic - Turquie : Tofaş Bursa | Amériques - Argentine : AD Atenas - Brésil : Franca São Paulo - CBA : Connecticut Pride - Liga Sudamericana : Vasco da Gama - NBA : San Antonio Spurs - NCAA : UConn - Venezuela : Trotamundos de Carabobo | Afrique, Asie, Océanie - Coupe d’Afrique : Al-Ahly Le Caire - Angola : Petro Luanda |

### Féminines
| Europe - Allemagne : BTV Wuppertal - Belgique : BCSS Namur - Bosnie-Herzégovine : KK Željezničar Sarajevo - Espagne : - - Euroligue : MBK Ružomberok - France : Bourges - Hongrie : Sopron - Italie : Côme - Lituanie : - - Pays-Bas : BV Den Helder - Pologne : VBW Clima Gdynia - République tchèque : - - Coupe Ronchetti : Caja Rural Las Palmas - Russie : - - Slovaquie : - - Slovénie : Ježica Ljubljana - Turquie :- | Amériques - Argentine : - - Brésil : - - Canada : - - NCAA : Purdue - WNBA : Comets de Houston | Afrique, Asie, Océanie - WKBL-été : - WKBL-hiver : |

## Décès
- 12 octobre : Wilt Chamberlain, joueur du cinquantenaire NBA (63 ans).
- 31 décembre : Jean-Pierre Staelens, joueur français, recordman du nombre de points (71) en un match du championnat de France (54 ans).